# فرانكا سوزاني
فرانكا سوزاني (بالإيطالية: Franca Sozzani)‏‏ (20 يناير 1950 - 22 ديسمبر 2016) صحافية إيطالية تتولّى رئاسة تحرير مجلة فوغ الإيطالية (بالإيطالية: Vogue Italia)‏ منذ العام 1988.
ولدت سوزاني في 20 يناير 1950 في المدينة الإيطالية الشمالية الصغيرة مانتوفا حيث ترعرعت لاحقًا. لديها ابن وهو المصوّر والمخرج فرانشيسكو كاروزيني (بالإيطالية: Francesco Carrozzini)‏ (من مواليد 1982). شقيقتها كارلا سوزاني (بالإيطالية: Carla Sozzani)‏. هي صاحبة صالة العرض الفنية والمتجر المميز الذي تباع فيه البضائع الفاخرة والقطع النادرة 10 كورسو كومو (بالإيطالية: 10 Corso Como)‏.

## سيرة ذاتية
حازت فرانكا سوزاني على شهادة في الفلسفة وفي اللغة والأدب الألمانيين، وتزوجت بعدها في سن العشرين لتعود وتطلّق زوجها بعد ثلاثة أشهر فقط. إنطلق مشوارها المهني مع مجلة الأطفال «فوغ بامبيني» (بالإيطالية: Vogue Bambini)‏ عام 1976  وتولّت إدارة المطبوعتين الأسطوريتين «لاي» (بالإيطالية: LEI)‏ للمرأة منذ العام 1980 و«بير لوي» (بالإيطالية: PER LUI)‏ للرجل منذ العام 1982 قبل تولّيها رئاسة تحرير النسخة الإيطالية من مجلة فوغ إيطاليا (بالإيطالية: Vogue Italia)‏ عام 1988. كما عيّنت رئيسة تحرير لمجلة «كوندي ناست إيطاليا» (بالإيطالية: Condé Nast Italia)‏ سنة 1994.
في فترة التسعينات، ساهمت سوزاني في إطلاق ظاهرة ال«سوبر موديل» مع أحد أقرب المصورين الذين تعاونوا معها لمدة طويلة ستيفن مايزل (بالإنجليزية: Steven Meise)‏. وقد دعمت مجموعة كبيرة من المصورين مثل بروس ويبر (بالإنجليزية: Bruce Weber)‏ وبيتر ليندبرغ (بالإنجليزية: Peter Lindbergh)‏ وباولو روفرسي (بالإيطالية: Paolo(بالإيطالية:  Roversi)‏.
تحت إشرافها، صدرت أعدادًا كثيرة من المجلة لا تنسى؛ نذكر منها ذو بلاك إشو (بالإنجليزية: The Black Issue)‏ أي «العدد الأسود» وهو عدد خصّص للاحتفال بجمال المرأة السوداء، و«مايك أوفر» (بالإنجليزية: Makeover)‏ الذي استكشف  ظاهرة الجراحات التجميلية، وحديثًا عدد «ريبراندينغ افريكا» (بالإنجليزية: Rebranding Africa)‏ من مجلة "لومو فوغ" (بالإيطالية: L'Uomo Vogue)‏ للرجل والتي نالت عليه جوائز عالمية كثيرة.
في فبراير/شباط 2011، أطلقت جزءًا جديدًا من موقع  vogue.it  بعنوان «فوغ كورفي» (بالإنجليزية: Vogue Curvy)‏ يكتب فيه مدونون يرتدون مقاسات كبيرة ليقدّموا نصائح في الموضة والأزياء للمرأة ذات القوام الممتلئ.
تعاونت سوزاني في مسيرتها مع الفنان ماوريتزيو كاتيلان (بالإيطالية: Maurizio Cattelan)‏ وبشكل متكرر مع فانيسا بيكروفت  (بالإيطالية: Vanessa Beecroft)‏. كما شاركت في إدارة عدد كبير من المعارض وخصوصًا الاستعادية منها، مثل: «30 عامًا من فوغ إيطاليا» 30 Years of Italian Vogue، و«ماريو تستيتنو» (بالإيطالية: Mario Testino)‏، و«بروس ويبر: قصة فيتنام وقصتي الشخصية في فوغ» (بالإنجليزية: Bruce Weber: Vietnam Story and My Own Story in Vogue)‏، و«بيتر لندبرغ: نساء» (بالإنجليزية: Peter Lindbergh: Women)‏، و«فرانشيسكو سكافولو  وصور الأناقة» (بالإنجليزية: Francesco Scavullo and Portraits of Elegance)‏.
هي عضو مؤسس في الجمعية الخيرية «تشايلد برايوريتي» (بالإنجليزية: CHILD PRIORITY)‏ التي أسستها «كوندي ناست» (بالإنجليزية: Condé Nast)‏ لتأمين فرص عمل ودراسة حقيقية لمن لا يملكها بالرغم من امتلاكه مواهب فنية.

## مؤلفاتها
ألّفت سوزاني كتبًا كثيرة عن التصوير والأزياء والفن والتصميم، منها:
- «30 عامًا من فوغ الإيطالية» (بالإنجليزية: 30 Years of Italian Vogue)‏ (1994)
- «زوّار: 20 متحفًا لمعرض بينالي فلورنسا للأزياء والفن» (بالإنجليزية: Visitors: 20 Museums for the Florence Biennale of Fashion and Art (1996))‏
- «أسود: استكشاف اللون الأسود بين الموضة والفن» (بالإنجليزية: A Noir: An exploration of the colour Black between fashion and art)‏ (عن دار النشر «اسولين» (بالإنجليزية: Assouline)‏ عام 1998)
- «أناقة قيد التقدم: 30 عامًا من لومو فوغ» (بالإنجليزية: Style in Progress : 30 years of L’Uomo Vogue (1998))‏
- «كتاب فالنتينو الأحمر» (بالإنجليزية: Valentino’s Red Book (2000))‏
- «فنانون في العمل: دليل أهم فناني العصر البريطانيين»(بالإنجليزية: Artists At Work: An itinerary among the most important British artists of the time)‏ (عن دار النشر «اسولين» (بالإنجليزية: Assouline)‏ عام 2003).

## تكريم وجوائز
منحها الرئيس الفرنسي نيكولا ساركوزي عام 2012 وسام جوقة الشرف الوطني، وصارت في العام نفسه سفيرة الأمم المتحدة للنوايا الحسنة.
وقد فازت بجوائز مختلفة على مساهماتها الفنية والثقافية، مثل «لا لوبا» (بالإيطالية: La Lupa)‏ (من مدينة روما على دورها الكبير في نشر الموضة الإيطالية في العالم)، والجائزة الصحافية المرموقة «بريميولينو»  Premiolino ، و«امبروجينو دورو» (بالإيطالية: Ambrogino d'oro)‏ (لجعل مدينة ميلانو أكثر عالمية وشهرة)، وجائزة الثقافة «مونبلان دو لا كولتور»  Montblanc de La Culture.
كما قدّمت إليها المؤسسة الإيطالية - الأميركية  عام 2012 جائزة  اميريكا اوارد (بالإنجليزية: Assouline)‏America Award)‏.

## روابط خارجية
- فرانكا سوزاني على موقع IMDb (الإنجليزية)
- فرانكا سوزاني على موقع قاعدة بيانات الفيلم (الإنجليزية)